# Argyrogalea
Argyrogalea là một chi bướm đêm thuộc họ Noctuidae.